# Pat Metheny-diskografi
Det här är en diskografi av inspelningar av Pat Metheny.

## Soloinspelningar
| Titel                      | Utgivningsår    | Skivbolag    | Noteringar |
| -------------------------- | --------------- | ------------ | ---------- |
| Watercolors                | 1977            | ECM          |            |
| New Chautauqua             | April 1979      | ECM          |            |
| Zero Tolerance for Silence | 1994            | Geffen       |            |
| Passaggio per il paradiso  | 1996            | Geffen       | Soundtrack |
| One Quiet Night            | 13 maj 2003     | Warner Bros. |            |
| Orchestrion                | 26 januari 2010 | Nonesuch     |            |
| What's It All About        | 2011            | Nonesuch     |            |
| The Orchestrion Project    | 2012            | Nonesuch     | Livealbum  |

## Samarbeten

### Duetter
| Titel                                   | Utgivningsår | Skivbolag | Noteringar                                                                     |
| --------------------------------------- | ------------ | --------- | ------------------------------------------------------------------------------ |
| Song X                                  | 1986         | Geffen    | med Ornette Coleman (nyutgåva 2005 inklusive 6 tidigare outgivna inspelningar) |
| I Can See Your House from Here          | 1994         | Blue Note | med John Scofield (ackompanjerad av Steve Swallow och Bill Stewart)            |
| Beyond the Missouri Sky (Short Stories) | 1997         | Verve     | med Charlie Haden                                                              |
| Jim Hall & Pat Metheny                  | 1999         | Telarc    | med Jim Hall                                                                   |
| Metheny/Mehldau                         | 2006         | Nonesuch  | med Brad Mehldau (ackompanjerad av Larry Grenadier och Jeff Ballard)           |

### Trios
| Titel                             | Utgivningsår | Skivbolag            | Noteringar                                                                      |
| --------------------------------- | ------------ | -------------------- | ------------------------------------------------------------------------------- |
| Bright Size Life                  | 1976         | ECM                  | med Jaco Pastorius och Bob Moses                                                |
| Portrait of Jaco, the Early Years | 1975         | Holiday Park Records | Intervju och ett liveframförande med Jaco Pastorius (bas) & Bob Moses (trummor) |
| Rejoicing                         | 1983         | ECM                  | med Charlie Haden och Billy Higgins                                             |
| Question and Answer               | 1990         | Geffen               | med Dave Holland och Roy Haynes                                                 |
| Trio 99 → 00                      | 2000         | Warner Bros.         | med Bill Stewart och Larry Grenadier                                            |
| Trio → Live                       | 2000         | Warner Bros.         | med Bill Stewart och Larry Grenadier                                            |
| Day Trip                          | 2008         | Nonesuch             | med Antonio Sanchez och Christian McBride                                       |
| Tokyo Day Trip                    | 2008         | Nonesuch             | med Antonio Sanchez och Christian McBride                                       |

### Annat
| Titel                                    | Utgivningsår | Skivbolag              | Noteringar                                                                                            |
| ---------------------------------------- | ------------ | ---------------------- | --- |
| Jaco                                     | 1974         | Improvising Artists    | med Jaco Pastorius, Pat Metheny, Bruce Ditmas, och Paul Bley                                          |
| 80/81                                    | 1980         | ECM                    | med Dewey Redman, Michael Brecker, Charlie Haden och Jack DeJohnette                                  |
| Shadows and Light                        | 1980         | Asylum                 | med Joni Mitchell (på albumet medverkar även Lyle Mays, Jaco Pastorius, Michael Brecker och Don Alias |
| As Falls Wichita, So Falls Wichita Falls | 1981         | ECM                    | med Lyle Mays                                                                                         |
| The Song Is You                          | 1981         |                        | med Anthony Braxton, Chick Corea, Jack DeJohnette, Lee Konitz och Miroslav Vitouš                     |
| Electric Counterpoint                    | 1989         | Nonesuch               | med Steve Reich                                                                                       |
| Flower Hour – Parallel Realities Live    | 1992         | Beech Master           | Live med Jack DeJohnette, Dave Holland och Herbie Hancock                                             |
| The Sign of 4                            | 1996         | Knitting Factory Works | med Derek Bailey, Gregg Bendian och Paul Wertico                                                      |
| Like Minds                               | 1998         | Concord                | med Gary Burton, Chick Corea, Roy Haynes och Dave Holland                                             |
| The Sound of Summer Running              | 1998         | Verve                  | med Marc Johnson, Bill Frisell och Joey Baron                                                         |
| Upojenie                                 | 2002         | Nonesuch               | med den polska jazzsångerskan Anna Maria Jopek                                                        |
| Morente sueña la Alhambra                | 2005         | Virgin, EMI            | med den spanska flamencosångaren Enrique Morente                                                      |
| Metheny/Mehldau                          | 2006         | Nonesuch               | med Brad Mehldau                                                                                      |
| Metheny Mehldau Quartet                  | 2007         | Nonesuch               | med Brad Mehldau, Larry Grenadier och Jeff Ballard                                                    |
| Unity Band                               | 2012         | Nonesuch               | med Pat Metheny Unity Band                                                                            |
| Tap: Book of Angels Volume 20            | 2013         | Nonesuch               | med Antonio Sanchez och Willow Metheny                                                                |
| KIN (←→)                                 | 2014         | Nonesuch               | med Pat Metheny Unity Group                                                                           |

Metheny har också medverkat på många andra projekt, ofta med Michael Brecker, Jim Hall, Herbie Hancock och Jack DeJohnette.

### Med kvinnliga sångerskor
| Titel                      | Utgivningsår | Skivbolag | Noteringar           |
| -------------------------- | ------------ | --------- | -------------------- |
| Shadows and Light          | 1980         | Asylym    | med Joni Mitchell    |
| Tell Me Where You're Going | 1990         | Sonet     | med Silje Nergaard   |
| Noa                        | 1994         |           | med Achinoam Nini    |
| Upojenie                   | 2002         | Nonesuch  | med Anna Maria Jopek |

## Symfoniska projekt och soundtracks
| Titel                      | Utgivningsår | Skivbolag   | Noteringar            |
| -------------------------- | ------------ | ----------- | --------------------- |
| The Search for Solutions   | 1979         |             |                       |
| Under Fire                 | 1983         |             |                       |
| Fandango                   | 1984         |             |                       |
| The Falcon and the Snowman | 1985         | EMI America | med Pat Metheny Group |
| Secret Story               | 1992         | Geffen      |                       |
| Toys                       | 1992         |             |                       |
| Passaggio per il paradiso  | 1996         | Geffen      |                       |
| A Map of the World         | 1999         |             |                       |

## Med Pat Metheny Group
| Titel                      | Utgivningsår | Skivbolag        | Noteringar |
| -------------------------- | ------------ | ---------------- | ---------- |
| Pat Metheny Group          | 1978         | ECM              |            |
| American Garage            | 1979         | ECM              |            |
| Offramp                    | 1982         | ECM              |            |
| Travels                    | 1983         | ECM              | Livealbum  |
| First Circle               | 1984         | ECM              |            |
| The Falcon and the Snowman | 1985         | EMI America      | Soundtrack |
| Still Life (Talking)       | 1987         | Geffen           |            |
| Letter from Home           | 1989         | Geffen           |            |
| The Road to You            | 1993         | Geffen           |            |
| We Live Here               | 1995         | Geffen           |            |
| Quartet                    | 1996         | Geffen           |            |
| Imaginary Day              | 1997         | Warner Bros.     |            |
| Speaking of Now            | 2002         | Warner Bros.     |            |
| The Way Up                 | 2005         | Nonesuch Records |            |

## Samlingsalbum
| Titel                        | Utgivningsår | Skivbolag |
| ---------------------------- | ------------ | --------- |
| Works                        | 1984         |           |
| Works II                     | 1988         |           |
| Selected Recordings:rarum IX | 2004         |           |

## Som medlem på olika Gary Burton-projekt
- Gary Burton: Ring (1974)
- Gary Burton Quintet: Dreams So Real (1975)
- Gary Burton With Eberhard Weber: Passengers (1976)